# 2018년 8월
| 2018년: 1월 · 2월 · 3월 · 4월 · 5월 · 6월 · 7월 · 8월 · 9월 · 10월 · 11월 · 12월 |

| \| 2018년 8월 1일 (수요일) \| \| 편집 \| |  |      |
| 경제와 비즈니스 - 미국 연방준비제도(Fed, 연준)가 연방공개시장위원회(FOMC) 회의를 갖고, 현 수준(1.5%~1.75%)의 기준 금리를 유지키로 하였다. 현 기준금리는 지난 6월 13일 회의에서 0.25%가 인상된 것이다. 사건 - 대한민국 제주도해역에서 실종 여성으로 추정되는 시신이 발견되었다. - 리비아 무장세력에 납치된 것으로 추정되는 한국인이 정부에 도움을 요청하는 모습이 담긴 동영상이 공개되었다. 재해 - 대한민국 서울특별시 최고 기온이 111년만에 39도를 기록했다. 한편, 강원도 홍천군은 최고기온이 41도를 기록했다. 정치와 선거 - 짐바브웨 선거관리위원회가 지난 7월 30일 실시된 대통령 선거에서 50.8%의 득표율로 에머슨 음낭가과가 당선되었다고 밝혔다. 한편, 함께 실시된 총선에서는 짐바브웨 아프리카 민족 연맹 - 애국 전선(ZANU–PF)이 상·하원 모두에서 제1당이 되었다. 법과 범죄 - 대한민국 특검은 드루킹사건과 관련하여 김경수 경남지사를 피의자 신분으로 전환하였다. |  |      |
| 2018년 8월 1일 (수요일) |  | 편집 |

| 2018년 8월 1일 (수요일) |  | 편집 |

| \| 2018년 8월 2일 (목요일) \| \| 편집 \|                                        |  |      |
| 사건 - SBS 서른이지만 열일곱입니다 한 스태프가 자택에서 사망한 사실이 밝혀졌다. |  |      |
| 2018년 8월 2일 (목요일)                                                         |  | 편집 |

| 2018년 8월 2일 (목요일) |  | 편집 |

| \| 2018년 8월 3일 (금요일) \| \| 편집 \|                                                         |  |      |
| 사회 - 대한민국 고용노동부가 지난 7월 14일 결정된 2019년도 최저임금(8,350원)을 확정, 고시하였다. |  |      |
| 2018년 8월 3일 (금요일)                                                                          |  | 편집 |

| 2018년 8월 3일 (금요일) |  | 편집 |

| \| 2018년 8월 4일 (토요일) \| \| 편집 \| |  |      |
| 무력 충돌과 공격 - 베네수엘라 카라카스의 한 행사장에서 드론을 이용한 니콜라스 마두로 대통령 공격 시도가 있었다. 당국자는 마두로 대통령이 무사하며, 드론 폭발로 군인 7명이 부상을 입었다고 밝혔다. |  |      |
| 2018년 8월 4일 (토요일) |  | 편집 |

| 2018년 8월 4일 (토요일) |  | 편집 |

| \| 2018년 8월 5일 (일요일) \| \| 편집 \| |  |      |
| 사고 - 스위스 경찰 당국은 8월 4일 피츠 세그나스 산(Piz Segnas)에서 융커스 Ju 52 항공기가 추락하였으며, 탑승객 전원이 숨졌다고 밝혔다. 해당 항공기에는 승무원 3명을 포함해 모두 20명이 탑승했던 것으로 알려졌다. 스포츠 - 2018년 브리티시 여자오픈 골프 대회에서 잉글랜드 출신의 조지아 홀(Georgia Hall)이 우승하였다. 재해 - 2018년 8월 롬복섬 지진: 인도네시아 롬복섬에서 모멘트 규모 6.9의 지진이 발생하였다. 이 지진으로 최소 82명이 숨진 것으로 알려졌다. 롬복섬에서는 며칠 전인 7월 29일, 모멘트 규모 6.4의 지진이 발생한 바 있다. |  |      |
| 2018년 8월 5일 (일요일) |  | 편집 |

| 2018년 8월 5일 (일요일) |  | 편집 |

| \| 2018년 8월 6일 (월요일) \| \| 편집 \| |  |      |
| 국제 관계 - 중화인민공화국이 본토와 타이완을 연결하는 해저철도터널 건설을 추진하기로 했다. 군사 - 대한민국 국방부는 국군기무사령부를 대신하여 출범할 군 정보부대 이름을 '군사안보지원사령부'로 정했다고 밝혔다. 법과 범죄 - 대한민국 박근혜 정부 국정농단 사건의 핵심 인물 김기춘 전 대통령 비서실장이 수감 562일만에 석방되었다. 사고 - 대한민국 강릉시에서 25층 짜리 주차타워에서 화재가 발생했다. 사회 - 대한민국에서 오는 8월 10일부터 소방차 전용구역에 주차하거나 물건을 쌓아두는 등 진입을 가로막을 경우 1차 위반 시 50만원, 2차례 이상 위반 시 100만원의 과태료가 부과된다. 소방용수시설과 비상소화장치 등 소방시설 주변에선 주·정차가 금지된다. 사건 - 프랑스 오트사부아 지방과 생제르베 시에서 40도를 오르내리는 폭염으로 인하여 알프스의 서유럽 최고봉인 몽블랑(Mont-Blanc) 등반 자제를 권고했다. - 2018년 방글라데시 도로 안전 시위: 방글라데시 다카에서 일어난 대규모 시위와 충돌로 140명 이상이 부상당했다. |  |      |
| 2018년 8월 6일 (월요일) |  | 편집 |

| 2018년 8월 6일 (월요일) |  | 편집 |

| \| 2018년 8월 7일 (화요일) \| \| 편집 \| |  |      |
| 사고 - 이탈리아 북부 볼로냐 고속도로에서 유조차가 폭발해 3명이 숨지고 60여 명이 다친 사고가 일어났다. - 대한민국 경상북도 칠곡군 약목면 폐기물처리업체 저장탱크에서 황산가스가 누출되는 사고가 발생하여 주민들이 대피하였다. 법과 범죄 - 대한민국 SPC그룹 허희수 부사장이 액상 대마를 밀수해 흡연한 혐의로 검찰에 구속됐다. |  |      |
| 2018년 8월 7일 (화요일) |  | 편집 |

| 2018년 8월 7일 (화요일) |  | 편집 |

| \| 2018년 8월 8일 (수요일) \| \| 편집 \|                                                                        |  |      |
| 법과 범죄 - 대한민국 경찰이 음란물 유포 방조 혐의로 체포 영장을 받아 외국에 있는 워마드 운영자를 추적에 나섰다. |  |      |
| 2018년 8월 8일 (수요일)                                                                                         |  | 편집 |

| 2018년 8월 8일 (수요일) |  | 편집 |

| \| 2018년 8월 9일 (목요일) \| \| 편집 \|                                                                        |  |      |
| 사회 - 대한민국 최저임금 인상 등으로 8월 21일부터 인천시와 서울특별시를 오가는 광역버스 운행을 중단하기로 했다. |  |      |
| 2018년 8월 9일 (목요일)                                                                                         |  | 편집 |

| 2018년 8월 9일 (목요일) |  | 편집 |

| \| 2018년 8월 10일 (금요일) \| \| 편집 \| |  |      |
| 법과 범죄 - 조선민주주의인민공화국산 석탄 대한민국 반입 사건: 대한민국 관세청이 국내 3개 수입업체가 6개월 동안 7차례에 걸쳐 북한산 석탄과 선철을 국내로 불법 반입한 사실을 확인했고 그 해당 사건을 검찰에 송치했다. |  |      |
| 2018년 8월 10일 (금요일) |  | 편집 |

| 2018년 8월 10일 (금요일) |  | 편집 |

| \| 2018년 8월 11일 (토요일) \| \| 편집 \| |  |      |
| 국제 관계 - 대한민국과 조선민주주의인민공화국은 8월 13일에 판문점 통일각에서 남북고위급회담을 열기로 하였다. 회담에서는 판문점 선언의 이행 상황을 점검하고, 3차 정상회담의 일정과 장소 등을 조율할 예정이라고 밝혔다. |  |      |
| 2018년 8월 11일 (토요일) |  | 편집 |

| 2018년 8월 11일 (토요일) |  | 편집 |

| \| 2018년 8월 12일 (일요일) \| \| 편집 \| |  |      |
| 법과 범죄 - 대한민국 경기도 파주시에서 한 30대 남성이 통일대교 남단 민통선에서 군(軍)의 검문에 불응한 채 차를 몰아, 차단시설인 철침판에 타이어가 터진 상태에서도 북쪽으로 계속 도주하다가 JSA 대대 병력에 검거되었다. |  |      |
| 2018년 8월 12일 (일요일) |  | 편집 |

| 2018년 8월 12일 (일요일) |  | 편집 |

| \| 2018년 8월 13일 (월요일) \| \| 편집 \| |  |      |
| 국제 관계 - 대한민국과 조선민주주의인민공화국은 9월에 평양직할시에서 정상회담을 열기로 합의하였다. 재해 - 중화인민공화국 남서부 윈난성에서 규모 5.0 지진이 발생했다. 정치 - 대한민국 국회는 여야 원내대표 회동을 갖고, 국회의원 특수활동비를 폐지하기로 합의하였다. |  |      |
| 2018년 8월 13일 (월요일) |  | 편집 |

| 2018년 8월 13일 (월요일) |  | 편집 |

| \| 2018년 8월 14일 (화요일) \| \| 편집 \| |  |      |
| 군사 - 대한민국 국무회의에서 군사안보지원사령부 제정령이 심의·의결되었다. 새 군사 조직은 기존의 국군기무사령부를 대신하게 된다. 사고 - 이탈리아 항구도시 제노바 고속도로 모란디 다리 일부 구간의 교각과 상판이 무너지는 사고가 발생했다. 사건 - 대한민국 정부가 안전 진단을 받지 않은 BMW 리콜 대상 차량에 대해 운행 중지 명령을 강행했다. - 대한민국 서울특별시교육청은 폭염이 계속됨에 따라 각 학교에 개학 연기 등 학사 일정 조정을 권고했다. - 대한민국 국토교통부가 총 사업비 3조4000억원 규모의 신안산선 민간투자 사업 우선협상대상자로 선정한 포스코건설 컨소시엄의 중대한 결격 사유를 사전에 알고도 국회에 허위 보고한 의혹이 제기되었다. |  |      |
| 2018년 8월 14일 (화요일) |  | 편집 |

| 2018년 8월 14일 (화요일) |  | 편집 |

| \| 2018년 8월 15일 (수요일) \| \| 편집 \| |  |      |
| 문화와 예술 - 일본의 만화가 사쿠라 모모코가 53세를 일기로 숨졌다. 대표작으로는 《마루코는 아홉살》이 있다. 법과 범죄 - 대한민국 특검은 김경수 경상남도지사에 대해 구속영장을 청구했다. |  |      |
| 2018년 8월 15일 (수요일) |  | 편집 |

| 2018년 8월 15일 (수요일) |  | 편집 |

| \| 2018년 8월 16일 (목요일) \| \| 편집 \| |  |      |
| 문화와 예술 - 미국의 가수 아레사 프랭클린이 76세를 일기로 숨졌다. 법과 범죄 - 대한민국 서울북부지방법원은 2016년 사제총기로 경찰관을 쏴 살해한 사건(오패산 총격사건)의 범인에게 1심에 이어 2심에서도 무기징역을 선고하였다... 재해 - 인도 남부의 케랄라 주에서 홍수가 발생하여 최소 164명이 숨진 것으로 알려졌다. - 태풍 솔릭이 미국 괌 북서쪽 해상에서 발생하였다. |  |      |
| 2018년 8월 16일 (목요일) |  | 편집 |

| 2018년 8월 16일 (목요일) |  | 편집 |

| \| 2018년 8월 17일 (금요일) \| \| 편집 \| |  |      |
| 사고 - 필리핀 마닐라의 니노이 아키노 국제공항에서 항공기가 활주로를 이탈하는 사고가 발생하였다. 공항 착륙 직후, 활주로를 이탈하면서 동체 일부가 파손되었으나, 부상자는 발생하지 않은 것으로 알려졌다. |  |      |
| 2018년 8월 17일 (금요일) |  | 편집 |

| 2018년 8월 17일 (금요일) |  | 편집 |

| \| 2018년 8월 18일 (토요일) \| \| 편집 \| |  |      |
| 스포츠 - 2018년 아시안 게임: 개막식이 인도네시아 자카르타에 위치한 겔로라 붕 카르노 스타디움에서 열린다. 부고 - 제7대 유엔 사무총장을 지냈던 코피 아난이 80세의 나이로 사망하였다. |  |      |
| 2018년 8월 18일 (토요일) |  | 편집 |

| 2018년 8월 18일 (토요일) |  | 편집 |

| \| 2018년 8월 19일 (일요일) \| \| 편집 \| |  |      |
| 법과 범죄 - 대한민국 경기도 과천시 서울대공원 인근 수풀에서 50대 남성의 시신이 발견되어 경찰에서 수사에 착수하였다. 경찰은 서해안고속도로 서산휴게소부근에서 피의자를 검거했다. 재해 - 2018년 8월 19일 롬복섬 지진: 인도네시아 롬복에서 규모 6.9의 지진이 발생하였다. |  |      |
| 2018년 8월 19일 (일요일) |  | 편집 |

| 2018년 8월 19일 (일요일) |  | 편집 |

| \| 2018년 8월 20일 (월요일) \| \| 편집 \| |  |      |
| 사회 - 금강산에서 6일간 남북 이산가족 상봉이 이루어질 예정이다. 스포츠 - 2018년 아시안 게임에 출전 중인 일본 남자 농구 국가대표팀 선수 4명이 ‘JAPAN’이라고 적힌 대표팀 활동복을 입고 자카르타 유흥가를 방문했다가 적발돼 대회 도중 선수단에서 퇴출당하는 일이 벌어졌다. 법과 범죄 - 대한민국 강원지방경찰청 마약수사대는 필로폰을 투약하고 운행한 혐의로 버스 운전기사와 덤프트럭 운전기사 등 8명을 검거하고 이들에게 마약을 제공한 마약 사범이 무더기로 검거되었다. 관광버스 운전기사는 지난 9일 필로폰을 투약하고 사흘 뒤 몸속에 필로폰 성분이 남아 있는 상태에서 중·고등학생들을 태우고 강원도 고성에서 춘천까지 95km를 운행한 혐의를 받고 있다. 재해 - 제19호 태풍 솔릭: 솔릭은 2012년 태풍 산바 이후로 6년여 만에 한반도를 관통할 것으로 예상되는 태풍이다. 대한민국 기상청은 22일 제주도를 지나 23일 전라남도 남해안에 상륙할 것으로 예보하였다. |  |      |
| 2018년 8월 20일 (월요일) |  | 편집 |

| 2018년 8월 20일 (월요일) |  | 편집 |

| \| 2018년 8월 21일 (화요일) \| \| 편집 \| |  |      |
| 국제 관계 - 엘살바도르가 중화민국과 단교하고, 중화인민공화국과 수교하였다. 이에 따라 중화민국의 수교국은 17개국으로 줄었다. 이에 앞서 지난 5월에는 도미니카 공화국과 부르키나파소가 각각 중화민국과 단교하고, 중화인민공화국과 수교한 바 있다. 법과 범죄 - 대한민국 경상북도 봉화군 소천면 사무소에 70대 노인이 들어와 엽총을 발사해 2명 사망자와 부상자 1명이 발생하였다 사고 - 세일전자 화재 사고: 대한민국 인천광역시 남동구 남동공단의 전자제품 공장에 화재가 발생해 사상자가 발생하였다. 스포츠 - 2018년 아시안 게임: 중화인민공화국의 수영 선수 류샹이 여자 배영 50m 종목에서 대회 첫 세계신기록(26초98)을 작성하며, 금메달을 기록하였다. 류샹은 자오징의 종전 기록(27초 06, 2009년 7월 이탈리아 로마 세계선수권대회)을 0.08초 줄였다. 재해 - 2018년 수크레주 지진: 베네수엘라 동북부 해안에서 모멘트 규모 7.3의 지진이 발생하였다. - 제19호 태풍 솔릭: 대한민국 기상청은 전날(20일) 예보의 경로보다 서쪽으로 조금 치우쳐, 22일 제주도 서쪽 해상을 지나 23일 충청남도 서해안에 상륙할 것으로 예보하였다. |  |      |
| 2018년 8월 21일 (화요일) |  | 편집 |

| 2018년 8월 21일 (화요일) |  | 편집 |

| \| 2018년 8월 22일 (수요일) \| \| 편집 \|                                                                                   |  |      |
| 사회 - 대한민국 국방부는 기강 문란과 범죄를 저지른 병사는 영창 가는 대신 군기교육을 받는 제도를 도입하는 방안을 마련중이다. |  |      |
| 2018년 8월 22일 (수요일) |  | 편집 |

| 2018년 8월 22일 (수요일) |  | 편집 |

| \| 2018년 8월 23일 (목요일) \| \| 편집 \| |  |      |
| 법과 범죄 - 대한민국 경기남부지방경찰청은 형사과장을 위원장으로 한 신상공개심의위원회를 열어 과천 토막 살인 사건 용의자의 얼굴과 실명 등 신상을 공개하기로 했다. 스포츠 - 2018년 아시안 게임 야구: 대한민국 야구 국가대표팀이 서울 잠실구장에서 훈련을 소화한 뒤 인천국제공항을 통해 인도네시아 자카르타로 출국하였다. 재해 - 제19호 태풍 솔릭 - 대한민국 김포공항에서 비행기 290편, 인천공항 비행기 18편이 무더기로 결항되었다. 그리고 제주도에서는 소정방폭포에서 여성 1명이 파도에 휩쓸려 실종되었다. - 일본 도쿄 스미다가와 불꽃축제가 29일로 연기되었다. |  |      |
| 2018년 8월 23일 (목요일) |  | 편집 |

| 2018년 8월 23일 (목요일) |  | 편집 |

| \| 2018년 8월 24일 (금요일) \| \| 편집 \| |  |      |
| 법과 범죄 - 박근혜-최순실 게이트 - 대한민국 서울고법 형사1부는 박근혜의 항소심에서 징역 25년 및 벌금 2백억 원을 선고하였다. 국가정보원 특수활동비 수수 및 공천 개입에 대한 각각의 선고 결과인 징역 6년, 2년이 확정될 경우, 총 33년을 복역하게 된다. - 서울고법 형사4부는 최순실 항소심에서 징역 20년과 벌금 200억원을 선고하고 추징금 70억 5281만원을 명령하였다. 정치와 선거 - 스캇 머리슨(Scott Morrison)이 자유당 당대표로 선출되면서 오스트레일리아 총리가 되었다. 전임 맬컴 턴불 총리는 21일 불신임 투표 이후 또 다시 불신임 투표가 진행되면 사임할 것을 밝혔고, 24일 이와 관련하여 위원총회가 소집되자, 사임을 발표하고 물러났다. 뒤이어 진행된 당대표 선거에서, 결선 투표를 거쳐 스캇 머리슨이 당대표로 선출되었다. |  |      |
| 2018년 8월 24일 (금요일) |  | 편집 |

| 2018년 8월 24일 (금요일) |  | 편집 |

| \| 2018년 8월 25일 (토요일) \| \| 편집 \| |  |      |
| 스포츠 - 2018년 아시안 게임 카누: 대한민국(남)과 조선민주주의인민공화국(북)으로 구성된 남북단일팀이 용선 여자 200m(TBR-12 200m) 결승에서 56초 851의 기록으로 동메달을 기록하였다. 이는 남북단일팀이 국제종합대회에서 획득한 첫 메달이다. 한편, 금메달은 중화인민공화국(56초 161), 은메달은 인도네시아(56초 817)가 차지하였다. 부고 - 미국의 전 공화당 대통령 후보이자 애리조나주 상원의원인 존 매케인이 81세로 사망하였다. |  |      |
| 2018년 8월 25일 (토요일) |  | 편집 |

| 2018년 8월 25일 (토요일) |  | 편집 |

| \| 2018년 8월 26일 (일요일) \| \| 편집 \| |  |      |
| 법과 범죄 - 필리핀 세부 프린스코트 모텔 2층 복도에서 대한민국 20대 남성이 권총을 맞고 사망하는 사건이 발생하였다. 스포츠 - 2018년 아시안 게임 카누: 2018년 아시안 게임 남북 단일 선수단 여자 용선 단일팀이 500ｍ(TBR-12 500m) 결승에서 2분 24초 788의 기록으로 우승, 금메달을 획득하였다. 이 금메달은 남북 단일팀이 국제 종합대회에 출전하여 획득한 첫 금메달이다. 전날(25일) 동메달에 이어 단일 선수단의 이번 대회 두 번째 메달이다. |  |      |
| 2018년 8월 26일 (일요일) |  | 편집 |

| 2018년 8월 26일 (일요일) |  | 편집 |

| \| 2018년 8월 27일 (월요일) \| \| 편집 \| |  |      |
| 사회 - 대한민국 파주시 조선 임금 인조의 파주 장릉 빗장이 열릴 예정이다. 스포츠 - 2018년 아시안 게임 축구: 박항서 감독이 이끄는 베트남 대표팀이 1:0으로 시리아 대표팀을 꺾고 4강에 진출하였다. 베트남 대표팀의 아시안 게임 4강 진출은 이번이 처음이다. 재해 - 대한민국 전라남도 광주광역시에는 시간당 65㎜ 폭우로 피해가 발생하였다. |  |      |
| 2018년 8월 27일 (월요일) |  | 편집 |

| 2018년 8월 27일 (월요일) |  | 편집 |

| \| 2018년 8월 28일 (화요일) \| \| 편집 \| |  |      |
| 재해 - 대한민국 대전광역시에서 새벽에 폭우가 쏟아져 많은 가게가 피해를 입었고 도로 일부도 침수돼 출근길, 등굣길에 시민들이 불편을 겪었다. - 대한민국 공항철도 인천공항1터미널역 ~ 인천공항2터미널역 구간 선로가 폭우로 침수되었다. 일반열차와 직통열차 모두 10~20분 가량 지연되었다. 경의선 운정역 선로 또한 침수되어 모든 열차가 일산행으로 전환되었다. |  |      |
| 2018년 8월 28일 (화요일) |  | 편집 |

| 2018년 8월 28일 (화요일) |  | 편집 |

| \| 2018년 8월 29일 (수요일) \| \| 편집 \|                                                                                                   |  |      |
| 군사 - 중국 군용기 1대가 대한민국 방공 식별 구역에 진입 후 4시간 여를 비행하였으며, 이에 대응하여 대한민국 공군의 전투기가 긴급 출격하였다. |  |      |
| 2018년 8월 29일 (수요일) |  | 편집 |

| 2018년 8월 29일 (수요일) |  | 편집 |

| \| 2018년 8월 30일 (목요일) \| \| 편집 \|                                         |  |      |
| 법과 범죄 - 대한민국 경찰은 BMW 코리아 본사에 대한 본격적인 강제 수사에 착수했다. |  |      |
| 2018년 8월 30일 (목요일)                                                          |  | 편집 |

| 2018년 8월 30일 (목요일) |  | 편집 |

| \| 2018년 8월 31일 (금요일) \| \| 편집 \| |  |      |
| 재해 - 대한민국 서울특별시 금천구 가산동 한 아파트 인근 도로에 싱크홀이 생기면서 주민 150여명이 대피했다. 정치 - 도네츠크 인민공화국 수반 알렉산드르 자하르첸코가 급조폭발물 폭발 사고로 사망하였다. |  |      |
| 2018년 8월 31일 (금요일) |  | 편집 |

| 2018년 8월 31일 (금요일) |  | 편집 |

| <          | 2018년 8월 | 2018년 8월 | 2018년 8월  | 2018년 8월 | 2018년 8월 | >           |
| 일         | 월         | 화         | 수          | 목         | 금         | 토          |
|            |            |            | 1 6.20 을축 | 2 21 병인  | 3 22 정묘  | 4 23 무진   |
| 5 24 기사  | 6 25 경오  | 7 26 신미  | 8 27 임신   | 9 28 계유  | 10 29 갑술 | 11 7.1 을해 |
| 12 2 병자  | 13 3 정축  | 14 4 무인  | 15 5 기묘   | 16 6 경진  | 17 7 신사  | 18 8 임오   |
| 19 9 계미  | 20 10 갑신 | 21 11 을유 | 22 12 병술  | 23 13 정해 | 24 14 무자 | 25 15 기축  |
| 26 16 경인 | 27 17 신묘 | 28 18 임진 | 29 19 계사  | 30 20 갑오 | 31 21 을미 |             |

| 부고, 선거                                          |
| \| 부고 - 2018년 - 7월 - 8월 - 9월 선거 편집하기 \| |
| - 2018년 - 7월 - 8월 - 9월 편집하기                 |

| - 2018년 - 7월 - 8월 - 9월 편집하기 |